# Unidade monitora
A unidade monitora é definida como a leitura da corrente integrada de uma câmara de ionização de placas paralelas contida acelerador linear, sendo que esta leitura é proporcional à intensidade média do feixe de radiação.
As câmaras de ionização utilizadas como monitoras em feixes de fótons de alta energia normalmente são seladas de modo que não haja variações na leitura devido aos efeitos da pressão e da temperatura. A dose absorvida por unidade monitora é calibrada em função da dose absorvida medida em um objeto simulador sob condições de referência especificadas em protocolos internacionais, sendo mais comumente utilizado o protocolo da Agência  Internacional de Energia Atômica.
Na radioterapia convencional, parte do processo de planejamento é determinar quantidade de unidades monitoras que será entregue por cada campo. Em IMRT, o significado difere ligeiramente dependendo do tipo de administração do feixe.

## Cálculo de dose para verificação do planejamento de tratamento de Radioterapia (Cálculo de MU)
A verificação independente da dose por unidade de monitora (MU) para fornecer a dose prescrita a um paciente, tem sido um dos pilares da garantia de qualidade (QA) da radioterapia.
Quase 60% dos erros relatados envolveram a falta de uma verificação secundária independente apropriada do plano de tratamento ou cálculo de dose .
Com o desenvolvimento e os avanços tecnológicos, a radioterapia exige que altas doses de radiação sejam entregues ao tumor com precisão cada vez maior. De acordo com as recomendações da Comissão Internacional de Unidades e Medidas de Radiação (ICRU) na Publicação 24, a dose administrada não deve desviar mais de ± 5% da dose prescrita. Mais recentemente, as novas recomendações da ICRU na Publicação 62

### Sistemas  para cálculo e verificação de MU[9][10]
Publicações sobre garantia de qualidade em radioterapia recomendam verificações de rotina dos cálculos de MU por meio de cálculo automatizado independente. Esse tipo de verificação também pode aumentar a confiança na precisão do algoritmo e na integridade dos dados dos feixes utilizados, além de fornecer uma indicação das limitações da aplicação de algoritmos convencionais de cálculo de dose utilizados por sistemas de planejamento
No Brasil a norma CNEN NN 6.10 que dispõe sobre os "requisitos de segurança e proteção radiológica para serviços de radioterapia" em seu  Art. 15 obriga que o titular do Serviço de Radioterapia seja o responsável pela segurança e proteção radiológica dos pacientes, equipe médica, indivíduos ocupacionalmente expostos e indivíduos do público e deve ainda:

XI - garantir que no Serviço de Radioterapia:
d) exista um sistema computadorizado de planejamento de tratamento, regularizado junto à Agência Nacional de Vigilância Sanitária (ANVISA), para as práticas executadas;
e) exista um segundo sistema de cálculo de dose para verificação do planejamento de tratamento
f) exista um sistema computadorizado de gerenciamento de informação dos pacientes com cadastro e apresentação da fotografia do paciente em todos os documentos relacionados ao tratamento, assim como no painel de controle das fontes de radiação durante o tratamento;

O responsável técnico do Serviço de Radioterapia e seu substituto eventual devem obrigatoriamente segundo o Art. 17: 

IV - garantir que todos os planejamentos de tratamento sejam realizados por um especialista em física médica de radioterapia ou sob a sua supervisão, impressos em papel, e com uma segunda assinatura por conferência; 
Softwares de cálculo de dose para verificação do planejamento de tratamento são produtos para saúde passíveis de registro junto à Anvisa, conforme disposições da Resolução RDC n° 185/2001. Fabricação e comércio de softwares sem registro é considerado crime hediondo pelo artigo 273 do código penal, com pena de reclusão prevista entre 10 e 15 anos. Os responsáveis, além de responder judicialmente, ficarão sujeitos a multa, além da apreensão dos produtos.
Comercialmente existem softwares conferência de cálculo de  MU para verificação do planejamentos radioterápico os principais sistemas são:
| Fabricante             | Nome do Sistema       | Algoritimo                               | Suporte                                         | País           | Website                          |
| ---------------------- | --------------------- | ---------------------------------------- | ----------------------------------------------- | -------------- | -------------------------------- |
| RT MEDICAL SYSTEMS     | RT Connect            | Modified Clarkson                        | 3D, 2D IMRT VMAT TomoTherapy CyberKnife Halcyon | Brasil         | http://rtmedical.com.br/         |
| LAP Laser              | RadCalc               | Modified Clarkson                        | IMRT VMAT TomoTherapy CyberKnife Halcyon        | Alemanha       | https://www.lap-laser.com/       |
| Varian Medical Systems | Mobius                | Collapsed Cone Convolution/Superposition | IMRT VMAT TomoTherapy CyberKnife Halcyon        | Estados Unidos | https://www.varian.com/          |
| Standard Imaging       | IMSure                | Three Source Model                       | IMRT VMAT                                       | Estados Unidos | https://www.standardimaging.com/ |
| PTW Freiburg           | Diamond               | Modified Clarkson                        | IMRT VMAT                                       | Alemanha       | https://www.ptwdosimetry.com/en/ |
| Math Resolutions LLC   | DosimetryCheck        | Modified Clarkson                        | IMRT VMAT                                       | Estados Unidos | http://www.mathresolutions.com/  |
| Sun Nuclear            | DoseCHECK             | Collapsed Cone Convolution/Superposition | IMRT VMAT TomoTherapy Halcyon                   | Estados Unidos | https://www.sunnuclear.com/      |
| MUCheck                | Oncology Data Systems | Modified Clarkson                        | IMRT VMAT TomoTherapy CyberKnife                | Estados Unidos | https://mucheck.com/odshome/     |